# Brynek
Brynek (prononciation : [ˈbrɨnɛk]) est une localité polonaise de la gmina de Tworóg, située dans le powiat de Tarnowskie Góry en voïvodie de Silésie.